# Losaria neptunus
Losaria neptunus is een vlinder uit de familie van de pages (Papilionidae). De wetenschappelijke naam van de soort is voor het eerst geldig gepubliceerd in 1840 door Félix Édouard Guérin-Méneville.